# Monilicarpa brasiliana
Monilicarpa brasiliana är en kaprisväxtart som först beskrevs av Dc., och fick sitt nu gällande namn av Cornejo och Iltis. Monilicarpa brasiliana ingår i släktet Monilicarpa och familjen kaprisväxter. Inga underarter finns listade i Catalogue of Life.